# بخش بولوبورد
بخش بولوبورد یک منطقهٔ مسکونی در سومالی است که در هیران (سومالی) واقع شده‌است.